# F-POP歌謡祭
F-POP歌謡祭（エフポップかようさい）とは、2019年から福岡県福岡市で不定期に開催されている音楽イベント。主催は福岡市にあるライブハウス Cavern Beat（キャバーンビート）内のF-POP事務局。
なお、公式ロゴでは「F-pop」と一部が小文字になっているが、本記事では事務局が属するCavern Beatの公式サイト内での表記「F-POP」を使用するものとする。

## 概要
福岡で活動する若手インディーズアーティストの認知度向上・裾野の拡大・メジャーデビュー支援を目的として開催された。通常は少人数の前で演奏しているアーティストに500人規模のステージを体験させるという手法で、次へのステップにつなげてもらうことを目指している。また、イベント内ではF-POP事務局公認のもと、九州北部豪雨へのチャリティーを呼びかける募金箱が設置されており、集まった募金は朝倉市役所へ寄付されている。

### vol.1
2019年1月14日、RKBラジオの『デモテープ〜福岡音楽時代〜』やKIRIN、株式会社電気ビルみらいホールの協力のもと、電気ビル未来ホールで開催された。ライブMCはローカルタレントの加藤淳也が務め、ライブには地元福岡で活動しているバンド図鑑や九州北部豪雨チャリティーの発起人えとぴりからが出演した。

### vol.2
2020年1月12日に電気ビル未来ホールで開催。前回同様、加藤淳也がMCを務め、えとぴりか、図鑑、イタリア6番地、Banana Chips、くるーず〜CRUiSE!が出演した。今回から「あなたが選ぶ出演アーティスト」と題したファン投票出演枠が1枠追加された。また、本ステージのほかに、ホワイエ・ステージが設けられ、開演前と本ステージの休憩時間中にパフォーマンスが披露された。出演アーティストは、RKBラジオ『デモテープ〜福岡音楽時代〜』からの推薦枠と、2019年11月4日に行われた「カドフェス・発見未来スター」の勝者であった。

### F-POP ON LINE MUSIC FESTIVAL
2020年8月7日から9日の3日間にわたって開催。2020年7月豪雨のチャリティーイベントとして開催され、新型コロナウイルスの影響を受けて無観客での生配信ライブの形であった。イタリア6番地や図鑑の平山カンタロウらが出演した。

## 登録商標
「FPOP」は Cavern Beat代表の町田秀樹により商標登録されている。
- 登録5879946(商願2016-021270) 出願日 2016/02/26 登録日 2016/09/09
- 登録5879947(商願2016-021271) 出願日 2016/02/26 登録日 2016/09/09